# Bakerius amazonicus
Bakerius amazonicus là một loài côn trùng cánh nửa trong họ Aleyrodidae, phân họ Aleurodicinae.
Bakerius amazonicus được Penny & Arias miêu tả khoa học đầu tiên năm 1980.